# Pajusi
Pajusi är en ort i Estland. Den ligger i Pajusi kommun och landskapet Jõgevamaa, i den centrala delen av landet, 110 km sydost om huvudstaden Tallinn. Pajusi ligger 71 meter över havet och antalet invånare är 124.
Terrängen runt Pajusi är mycket platt. Runt Pajusi är det glesbefolkat, med 20 invånare per kvadratkilometer. Närmaste större samhälle är Põltsamaa, 5,7 km söder om Pajusi. Omgivningarna runt Pajusi är en mosaik av jordbruksmark och naturlig växtlighet.